# Mec de cité simple
Albums de Naps
En temps réel
(2023) Tout est or
(2025)
Mec de cité simple est le dixième album de Naps sorti le 21 juin 2024,.

## Genèse
Le titre est une référence à son passage sur Clique en février 2020, devenu un mème sur les réseaux sociaux.

## Liste des pistes
| No  | Titre                                            | Compositeur(s)      | Durée |
| --- | ------------------------------------------------ | ------------------- | ----- |
| 1.  | Ça arrive fort                                   | Shiruken Music      | 2:52  |
| 2.  | Cœur de ice (feat. Gazo)                         | Seezy, Claro Beats  | 3:24  |
| 3.  | RSQ3                                             | Shiruken Music      | 2:18  |
| 4.  | Tu sais c'est quoi                               | HRNN                | 2:49  |
| 5.  | À quoi tu joues (feat. Jul)                      | Zeg P               | 3:03  |
| 6.  | On plie le jeu                                   | Skary, Wysko        | 2:32  |
| 7.  | Full Access (feat. Kalif Hardcore)               | Sigwa, Skary        | 2:33  |
| 8.  | Dans le Porsche                                  | Wysko               | 2:50  |
| 9.  | CDG (feat. Heuss l'Enfoiré & Kalif Hardcore)     | Zeg P, Seezy, Scar  | 2:42  |
| 10. | On est prêt                                      | Wysko               | 2:07  |
| 11. | T'as fait le con (feat. TK, Missan & La Crapule) | Vigan               | 3:06  |
| 12. | 10M                                              | Skary, KlamC        | 3:17  |
| 13. | Mec de cité simple                               | Skary               | 3:07  |
| 14. | En rapide                                        | Wysko               | 2:59  |
| 15. | Le plus stylé (feat. Kalif Hardcore)             | Voluptyk, Doubtless | 2:39  |
| 16. | Toujours bien fait                               | Skary               | 2:30  |
| 17. | Mission                                          | Seezy               | 2:51  |
| 18. | Chacun son tour                                  | Wysko               | 3:00  |
| 19. | J'ai l'habitude                                  | ValentinBeatz       | 3:43  |
| 20. | Suite présidentielle                             | Voluptyk            | 2:31  |

| 21. | Dis-moi pk ?                            |  | 3:07 |
| 22. | Berlin                                  |  | 3:26 |
| 23. | Toujours au charbon (feat. Kikou & Ger) |  | 2:31 |

## Clips vidéos
- RSQ3 : 19 avril 2024[3]
- Cœur de ice (feat. Gazo) : 14 juin 2024[4]
- T'as fait le con (feat. TK, Missan & La Crapule) : 5 juillet 2024

## Accueil commercial
L'album s'écoule à 8 897 exemplaires en première semaine.

## Classements et certifications

### Classements hebdomadaires
| Classements (2024)           | Meilleure position |
| ---------------------------- | ------------------ |
| France (SNEP)                | 4                  |
| Belgique (Wallonie Ultratop) | 15                 |
| Suisse (Schweizer Hitparade) | 65                 |